# XLレコーディングス
XLレコーディングス（XL Recordings）は、イギリスのインディー・レコードレーベル。1989年にエレクトロニック・ダンス・ミュージックのレーベルとしてスタート。その後、他のジャンルを手掛けるようになりインディー・ロックからヒップホップまで様々なアーティストが所属している。傘下レーベルにヤング・タークス（Young Turks）を擁する。

## 概要

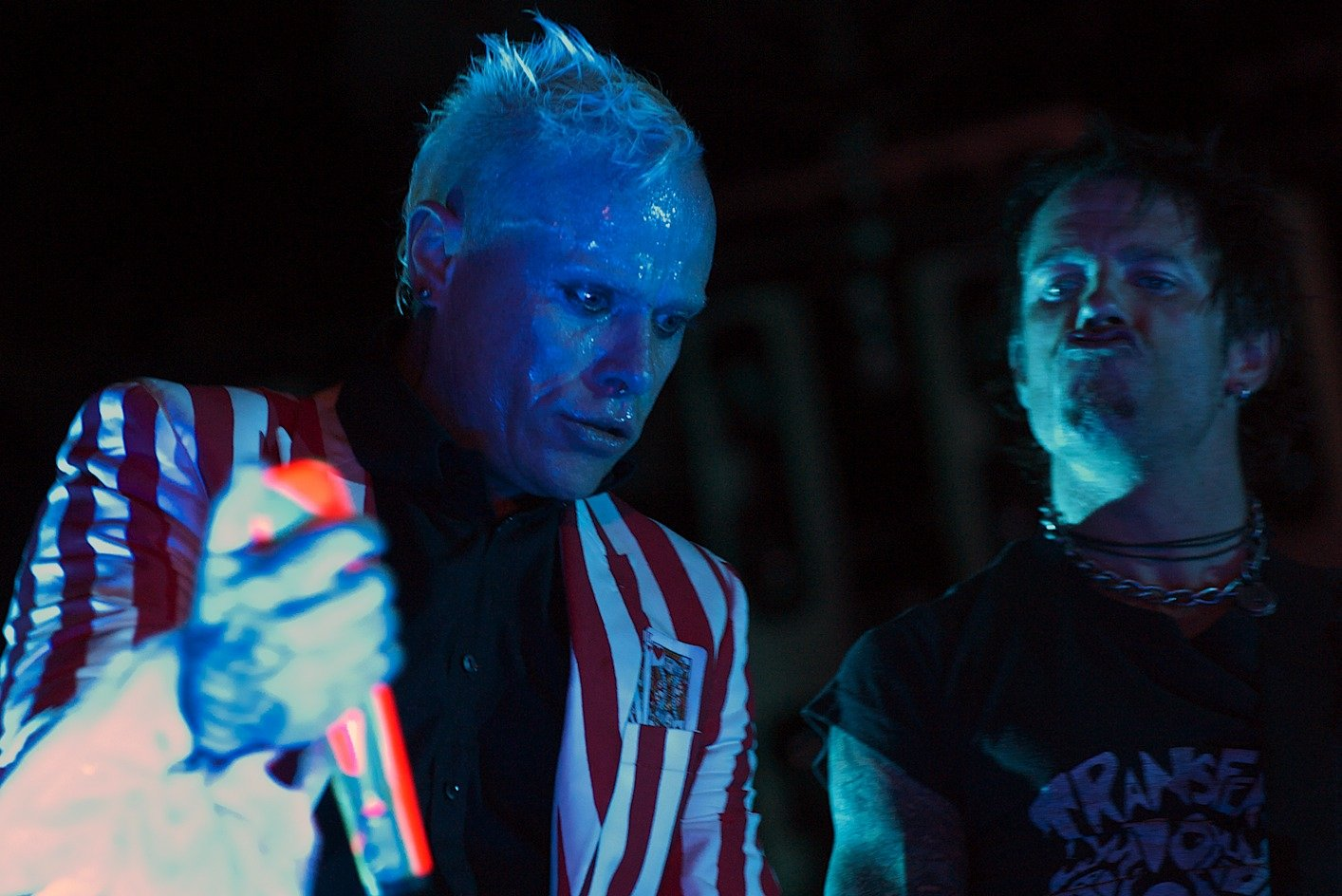
レーベル初期を代表するアーティストのプロディジー

リチャード・ラッセル（Richard Russell）、ニック・ホークス（Nick Halkes）、ティム・パーマー（Tim Palmer）の3人がベガーズ・バンケット・レコードと共同で1989年に設立（ホークスは1993年に、パーマーは1994年にそれぞれ離脱）。ラッセルとホークスはレイヴ・デュオ、キックス・ライク・ア・ミュール (Kicks Like a Mule) のメンバーでもある。初期はプロディジーをはじめとして、ベルギー・テクノ、ブレイクビーツ、ドラムンベースなどダンス・ミュージックに特化したラインアップであったが、1990年代後半からはフリーク・フォーク、オルタナティヴ・ロック、ヒップホップなど他のジャンルにも手を広げ、現在の所属アーティストは多様な顔ぶれとなっている。
日本では、当初avex trax、ソニー・ミュージックアソシエイテッドレコーズ、ソニー・ミュージックレコーズ、ワーナーミュージック・ジャパンから日本盤のCDが発売されていた。現在はビートインクを通じて日本盤CDの販売を行っている。
2006年6月にレディオヘッドのフロントマン、トム・ヨークのソロ・アルバム『ジ・イレイザー』がリリースされ、全米2位、全英3位、カナダ2位を記録した。2007年10月にはレディオヘッドもXLと契約し、同年末にアルバム『イン・レインボウズ』がリリースされた。
2011年、アデルのセカンド・アルバム『21』をリリースし、19カ国で1位を記録する。第54回グラミー賞で最優秀アルバム賞・最優秀ポップ・ヴォーカル・アルバム賞を受賞、収録曲「Rolling in the Deep」で最優秀レコード賞・最優秀楽曲賞・最優秀短編音楽ビデオ賞を受賞した。

## 主なアーティスト

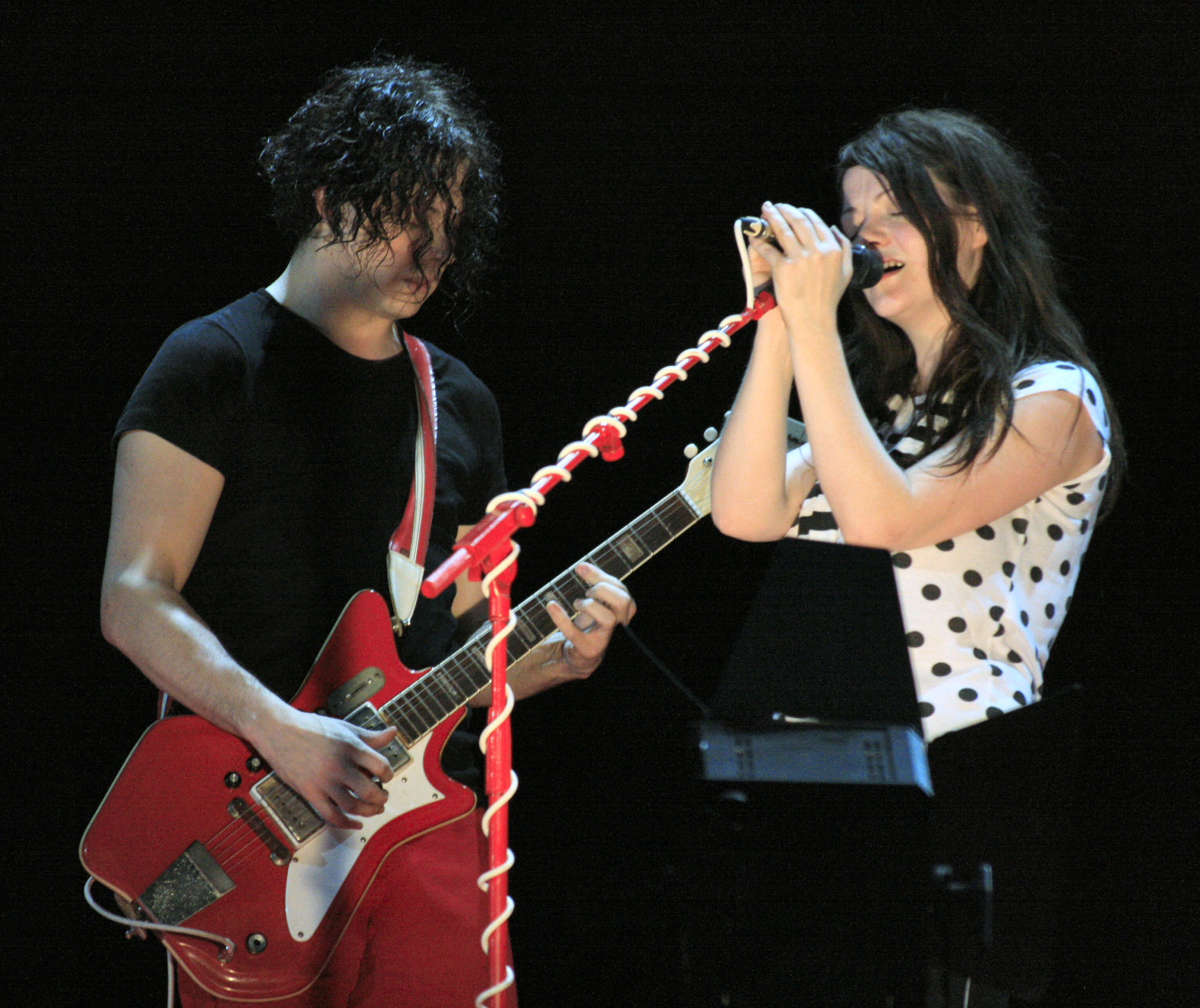
ザ・ホワイト・ストライプス

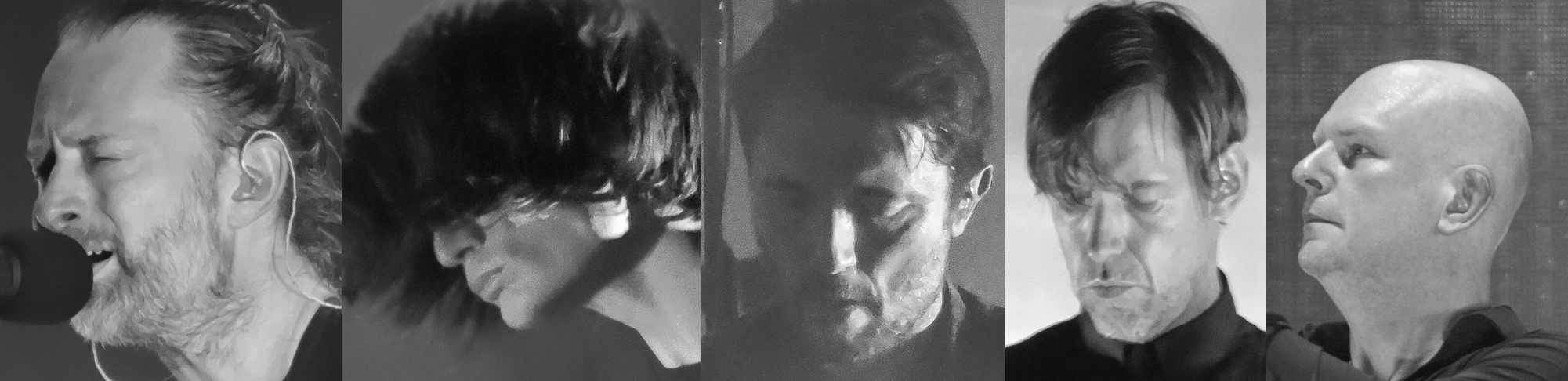
レディオヘッド

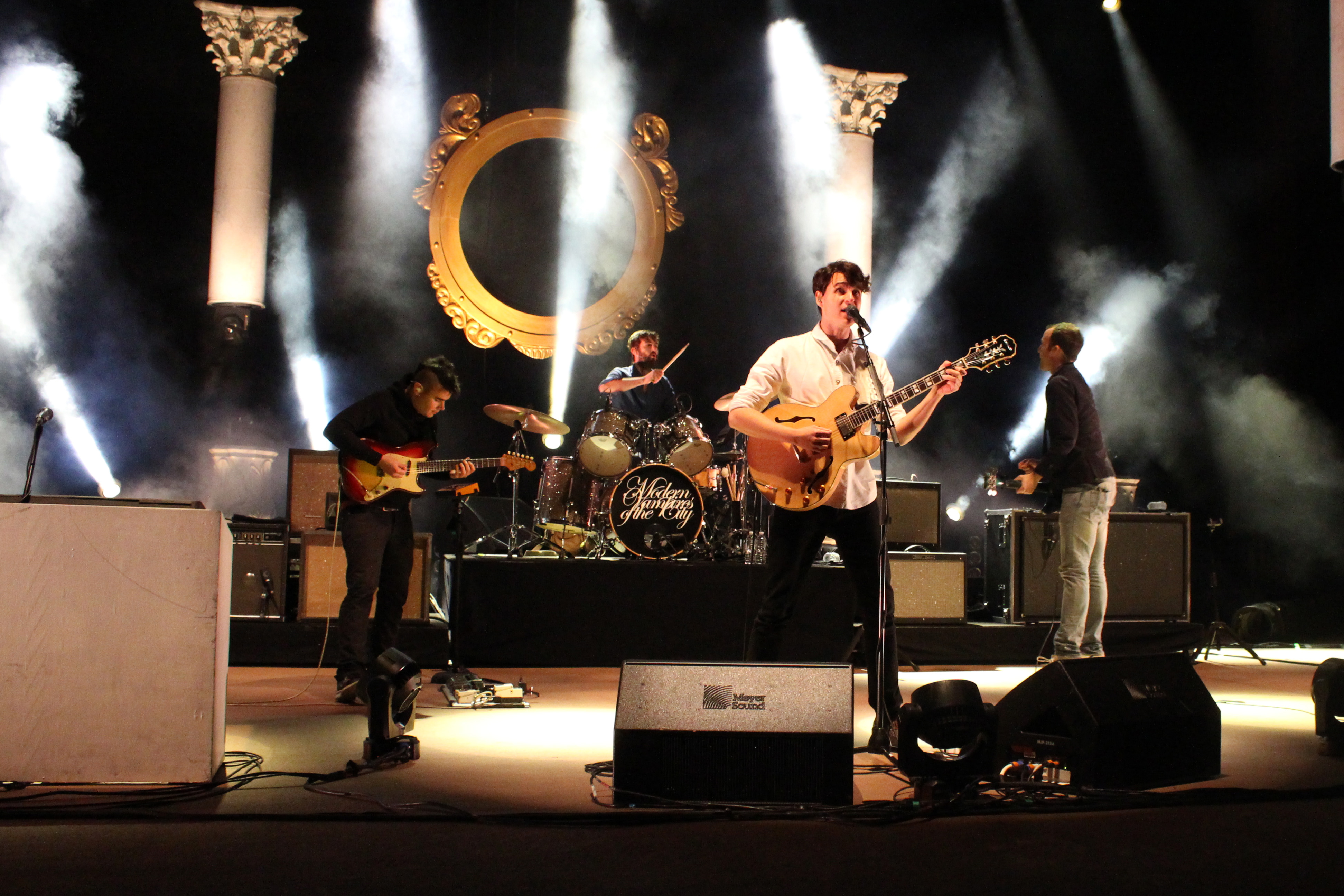
ヴァンパイア・ウィークエンド

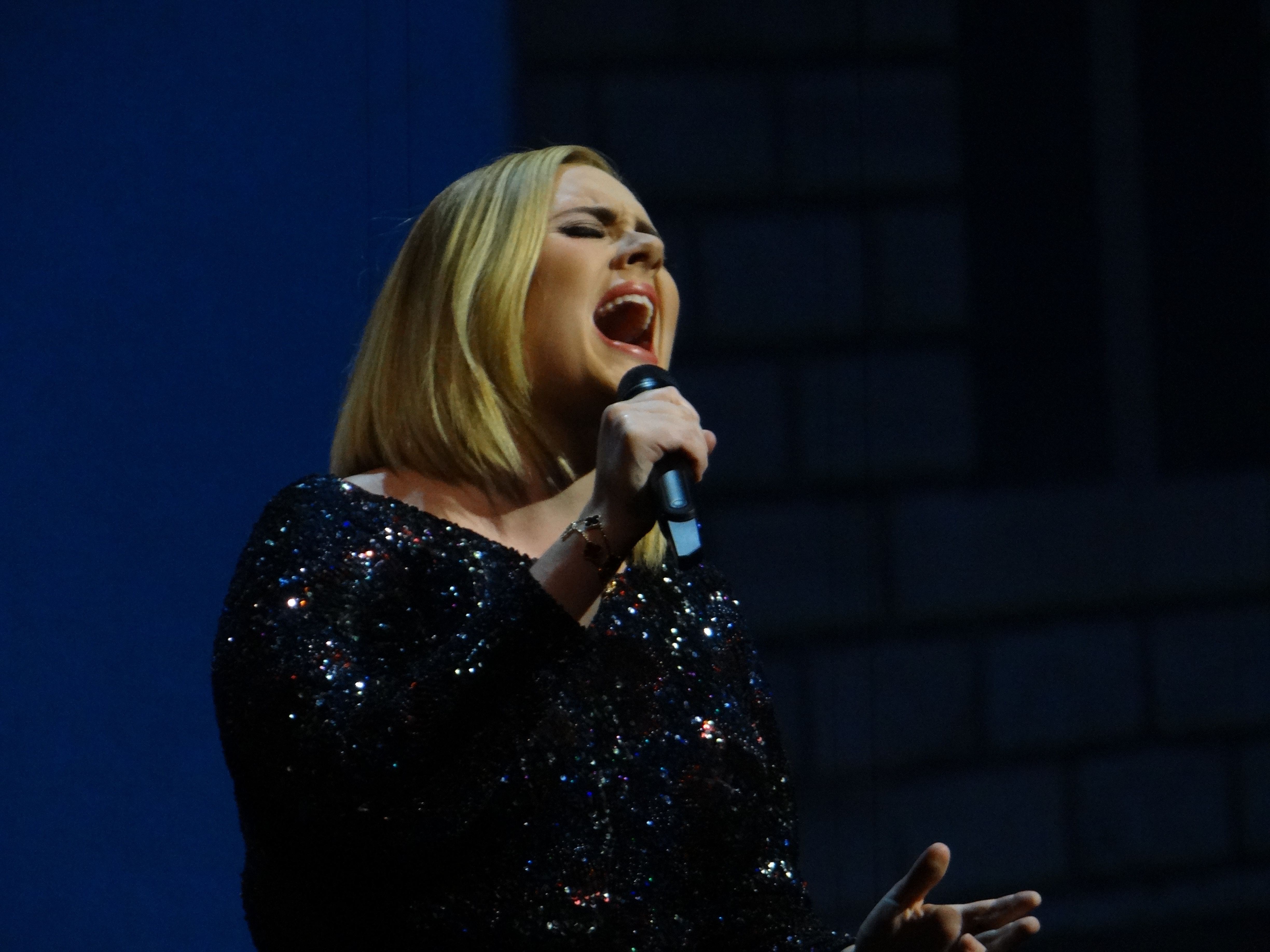
アデル

### XL Recordings
過去のアーティストを含む
- アデル (Adele)
- アトムス・フォー・ピース (Atoms for Peace)
- ベースメント・ジャックス (Basement Jaxx)
- ベック (Beck)
- ビー・ユア・オウン・ペット (Be Your Own Pet)
- ボビー・ウーマック (Bobby Womack)
- ケイジャン・ダンス・パーティ (Cajun Dance Party)
- デヴェンドラ・バンハート (Devendra Banhart)
- ディジー・ラスカル (Dizzee Rascal)
- フランク・オーシャン (Frank Ocean)
- フレンドリー・ファイアーズ (Friendly Fires)
- ゴタン・プロジェクト (Gotan Project)
- ザ・ホラーズ (The Horrors)
- ホリー・ミランダ(Holly Miranda)
- イベイー (Ibeyi)
- ジャック・ペニャーテ (Jack Peñate)
- ジャック・ホワイト (Jack White)
- ジェイ・ポール (Jai Paul)
- ジェイミー・エックス・エックス (Jamie xx)
- キックス・ライク・ア・ミュール (Kicks Like a Mule)
- キッド・ハープーン (Kid Harpoon)
- レモン・ジェリー (Lemon Jelly)
- M.I.A.
- ピーチズ (Peaches)
- プロディジー (The Prodigy)
- ザ・ラカンターズ (The Raconteurs)
- レディオヘッド (Radiohead)
- ラタタット (Ratatat)
- RJD2
- ロスタム (Rostam)
- サブトラクト (SBTRKT)
- シガー・ロス (Sigur Rós)
- テープス・エン・テープス (Tapes 'n Tapes)
- ザ・ティーンエイジャーズ (The Teenagers)
- トム・ヨーク (Thom Yorke)
- タイタス・アンドロニカス (Titus Andronicus)
- トゥー・マイ・ボーイ (To My Boy)
- タイラー・ザ・クリエイター (Tyler, The Creator)
- ヴァンパイア・ウィークエンド (Vampire Weekend)
- ザ・ホワイト・ストライプス (The White Stripes)
- ザ・エックス・エックス (The XX)

### Young Turks
過去のアーティストを含む
- チェアリフト (Chairlift)
- ギャング・ギャング・ダンス (Gang Gang Dance)
- FKAツイッグス (FKA twigs)
- Glasser
- ホーリー・ファック (Holy Fuck)
- ジェイミー・ エックス・エックス (Jamie xx)
- ジェシー・ウェア (Jessie Ware)
- John Talabot
- カマシ・ワシントン (Kamasi Washington)
- Koreless
- サンファ (Sampha)
- ウェーヴス (Wavves)
- ザ・エックス・エックス (The xx)

## 関連リンク
- ベガーズ・グループ
- ビートインク